# راست‌پنج‌گاه (آلبوم حسین علیزاده)
 راست پنجگاه نام یک آلبوم موسیقی اثر حسین علیزاده، هنرمند ایرانی است که در سبک  سنتی تهیه شده و دارای ۱۵ آهنگ است. مجید خلج نیز در ساخت این آلبوم همکاری کرده‌است.

## فهرست آهنگ‌ها
| ردیف | آهنگ                     |
| ۱    | درآمد                    |
| ۲    | پروانه                   |
| ۳    | نغمه                     |
| ۴    | روح افزا                 |
| ۵    | خسروانی                  |
| ۶    | عراق                     |
| ۷    | ضربی عراق،نیشابورک       |
| ۸    | حزین،نهیب،محیر،عاشوراوند |
| ۹    | سوز و گداز               |
| ۱۰   | لیلی و مجنون             |
| ۱۱   | ضربی شوشتری،اصفهان       |
| ۱۲   | اوج،ابوعطا               |
| ۱۳   | چهارمضراب                |
| ۱۴   | فرود،سپهر،پروانه         |
| ۱۵   | آواز بیات ترک            |